# 小花矮锦鸡儿
小花矮锦鸡儿（学名：Caragana pygmaea var. parviflora）为豆科锦鸡儿属下的一个变种。

## 扩展阅读
- 維基物種上的相關：小花矮锦鸡儿